# Lipovník (Topoľčany)
Lipovník es un municipio del distrito de Topoľčany en la región de Nitra, Eslovaquia, con una población estimada, a finales del año 2020, de 314 habitantes. 
Se encuentra ubicado al norte de la región, cerca del río Nitra (cuenca hidrográfica del Danubio) y de la frontera con las regiones de Trnava y Trenčín.

## Demografía
| Año        | 1994 | 2004    | 2014    | 2024    |
| ---------- | ---- | ------- | ------- | ------- |
| Población  | 345  | 332     | 324     | 309     |
| Diferencia |      | −3,76 % | −2,40 % | −4,62 % |

| Año        | 2023 | 2024    |
| ---------- | ---- | ------- |
| Población  | 311  | 309     |
| Diferencia |      | −0,64 % |